# 吴爱国
吴爱国（1965年8月—），男性，汉族，安徽泾县人，中华人民共和国政治人物。1990年1月加入中国共产党。毕业于安徽农学院农业经济管理系。现任中国人民政治协商会议宣城市委员会主席。

## 生平
吴爱国1982年进入安徽农学院农业经济管理专业就读，1986年毕业，随即进入中共宣城地委宣传部工作。1988年一度挂职出任宣城地区宣州市水东镇镇长助理。1990年回到宣城地委宣传部，历任通讯科副科长、科长。1996年，转任宣城地区（宣城市）行署农经委副主任，并任职至2001年转任宣城市广德县人民政府副县长。2002年，吴爱国回到宣州区，负责主持建立中国共青团宣城市委员会，宣城市团委成立后出任市团委书记。2005年来到郎溪，先后担任中共郎溪县委副书记、纪委书记，县人民政府县长。
2010年，吴爱国离开郎溪县，出任中共广德县委书记，并获宣城市委提名为同县人大常委会主任人选。在主政广德县期间，因政绩突出，吴氏于2012年获中共中央表彰为“全国双拥模范个人”，三年后更获得中共中央组织部表彰为“全国优秀县委书记”，2015年12月升任中共宣城市委常委，2017年5月，吴爱国离开广德县，回到宣州，出任中共宣城市委秘书长兼宣传部部长。
2020年11月，吴爱国升任中共宣城市委副书记，并继续兼任市委秘书长。2022年6月，吴氏在宣城市政协第五届第二次会议上当选为该市政协主席，跻身为正厅级干部。